# Georg Karl (Politiker, 1936)
Georg Karl (* 9. April 1936 in Landshut; † 25. Mai 2019 in Deggendorf) war ein deutscher Politiker (CSU), Landrat und bayerischer Senator.

## Ausbildung
Er besuchte die Volksschule Pfeffenhausen und das humanistische Gymnasium Kloster Metten. Dieses verließ er 1954 mit dem Abitur. Er studierte Jura in München und Kiel und war in Kiel, München und Erding als Referendar tätig. 1958 legte er die erste, 1962 die zweite Staatsprüfung ab.

## Beruf
Karl wurde 1963 Assessor bei der Regierung von Niederbayern. Er wurde später juristischer Staatsbeamter im Landratsamt in Kötzting und von 1972 bis 1978 im Deggendorfer Landratsamt.

## Politik
1978 wurde er zum Landrat des Landkreises Deggendorf gewählt, er führte dieses Amt bis zu seiner Pensionierung 2002 aus.
Der Landkreis Deggendorf war der erste in Bayern, in dem in seiner Amtszeit eine Kreisarchäologie eingeführt wurde. Daneben sorgte er im Landkreis für eine Optimierung des schulischen Angebots, strukturierte das Krankenhauswesen neu und förderte die Verkehrsinfrastruktur. Das Infohaus Isarmündung entstand aufgrund Karls Initiative.

## Verbandstätigkeiten
In seiner Zeit als Landrat führte er noch weitere Tätigkeiten aus:
- 1996 wurde er erster Vizepräsident des Bayerischen Landkreistags
- Vom 1. März 1997 bis zu seiner Auflösung 1999 gehörte er dem Bayerischen Senat für die Gruppe Gemeinden und Gemeindeverbände an
- 1994 wurde er zum Vorsitzenden des Sparkassenbezirksverbandes Niederbayern sowie in den Vorstand des Bayerischen Sparkassen- und Giroverbandes gewählt
- 2001 bis 2008 war Karl Vorsitzender des Zweckverbandes Wasserversorgung Bayerischer Wald, bereits ab 1978 war er stellvertretender Vorsitzender.

## Privates
Karl war verheiratet, er hatte einen Sohn und eine Tochter.

## Auszeichnungen
Karls Verdienste wurden unter anderem mit dem Bayerischen Verdienstorden, dem Verdienstkreuz 1. Klasse des Verdienstordens der Bundesrepublik Deutschland und der Kommunalen Verdienstmedaille in Gold gewürdigt. Er war Träger des Goldenen Ehrenrings des Landkreises Deggendorf.